# Xiphidiella hochae
Xiphidiella hochae är en tvåvingeart som beskrevs av Andy Z. Lehrer 2005. Xiphidiella hochae ingår i släktet Xiphidiella och familjen köttflugor. Inga underarter finns listade i Catalogue of Life.